# Ama calma (EP)
Ama calma è il primo EP del cantante italiano Tony Maiello, pubblicato nel 2009.

## Tracce
1. Ama calma
2. Ti odio amore
3. Ora vola
4. Fidati di me
5. Sono un sognatore
6. Senza te